# Кабо-вердианско-французские отношения
Отношения Кабо-Верде и Франции касаются дипломатических отношений между Кабо-Верде и Францией.

## История
Вскоре после того, как Кабо-Верде обрело независимость от Португалии в 1975 году, Франция признала его суверенитет и была представлена там через своё посольство в Дакаре, Сенегал. В 1982 году в Прае открылось посольство Франции.
С подписанием Соглашения о культурном, научном и техническом сотрудничестве между правительствами Франции и Кабо-Верде первая миссия французского сотрудничества была выполнена в 1976 году в Кабо-Верде. Её первым действием было открытие галереи Паджа на Ривьере Брава на острове Сан-Николау.
В период с 1977 по 1995 год было организовано от 10 до 15 совместных миссий, двусторонних совместных миссий в ряде секторов Кабо-Верде, включая сельское хозяйство, здравоохранение, туризм, финансы, образование, правительство, безопасность и т. д.
В 1996 году Кабо-Верде открыла своё посольство в Париже. Французский институт Кабо-Верде открылся в 2010 году, но закрылся 31 августа 2014 года.

## Экономика
В 2016 году Франция экспортировала в Кабо-Верде продукции на 40 млн евро, что делает Францию вторым игроком в импорте Кабо-Верде. Здесь представлены группы Bolloré и Club Méditerranée.
Французское агентство развития присутствует и активно работает в Кабо-Верде с момента обретения независимости в 1975 году.

## Дипломатические представительства
- Кабо-Верде имеет посольство в Париже во Франции и 2 консульства в Ницце и Марселе.
- Франция имеет посольство в Кабо-Верде и 2 консульства в Санта-Марии и Минделу[2].